# Изветрителна кора
Изветрителната кора (покривка) е слой от рохкава дезинтегрирана (раздробена) скална маса, възникнала в най-горната част на литосферата в резултат от разрушаването и преобразуването на магмени, метоморфни и седиментни скали и е пряк резултат от процесите на физическо или химично изветряне. Тя е основният субстрат за почвообразувателните процеси на земната повърхност. Нейните химически и физически характеристики оказват пряко влияние върху плодородието на почвата. Дебелината на изветрителната кора зависи от продължителността на изветрителния процес, вида на скалите и интензивността на изветрителните фактори, като в топлите и влажни климатични пояси може да достигне 100 – 200 m и повече. Място на образуване на изветрителната кора се нарича зона на хипергенеза. Различават се над 10 вида изветрителна кора: латеритна, каолинова, отломъчна, преотложена, преобразувана и др. С нея са свързани повечето от находищата на алуминий, желязо, манган, диаманти, злато и други полезни изкопаеми.
Когато изветрителната покривка остава на мястото където е образувана и само много малка част от фините материали се отмиват, тя се нарича елувий, а когато изветрителните материали се отнасят от мястото на образуването си, те образуват делувий.